# Bob na Zimskih olimpijskih igrah 1968
Bob na Zimskih olimpijskih igrah 1968.

## Rezultati

### Dvosed
| Poz | Ekipa                                        | Čas     |
| --- | -------------------------------------------- | ------- |
| 1   | Italija I (Eugenio Monti, Luciano de Paolis) | 4:41,54 |
| 2   | Zahodna Nemčija I (Horst Floth, Pepi Bader)  | 4:41,54 |
| 3   | Romunija I (Ion Panţuru, Nicolae Neagoe)     | 4:44,56 |

### Štirised
| Poz | Ekipa                                                                          | Čas     |
| --- | ------------------------------------------------------------------------------ | ------- |
| 1   | Italija I (Eugenio Monti, Luciano de Paolis, Roberto Zandonella, Mario Armano) | 2:17,39 |
| 2   | Avstrija I (Erwin Thaler, Reinhold Durnthaler, Herbert Gruber, Josef Eder)     | 2:17,48 |
| 3   | Švica I (Jean Wicki, Hans Candrian, Willi Hofmann, Walter Graf)                | 2:18,04 |